# کهنوج (پاقلعه)
کهنوج، یک روستا از توابع بخش مرکزی، شهرستان شهربابک در استان کرمان ایران است.

## جمعیت
این روستا در دهستان پاقلعه قرار دارد و براساس سرشماری مرکز آمار ایران در سال ۱۳۹۵، جمعیت آن ۱۶۵ نفر (۵۱ خانوار) بوده‌است.